# محمد العبدولی
محمد العبدولی (انگلیسی: Mohammed Al-Abdooli؛ زادهٔ ۱۱ مهٔ ۱۹۹۷) یک بازیکن فوتبال اهل امارات متحده عربی است.